# Austin-Ball A.F.B.1
Austin-Ball A.F.B.1 (Austin Fighting Biplane) là một loại máy bay tiêm kích của Anh trong Chiến tranh thế giới I, do hãng Austin Motor Company chế tạo dựa trên thiết kế của Albert Ball.

## Tính năng kỹ chiến thuật (A.F.B.1)
Đặc điểm tổng quát
- Kíp lái: 1
- Chiều dài: 21 ft 6 in (6,55 m)
- Sải cánh: 30 ft (9,14 m)
- Chiều cao: 9 ft 3 in (2,84 m)
- Diện tích cánh: 290 ft² (26,9 m²)
- Trọng lượng rỗng: 1.525 lb (693 kg)
- Trọng lượng có tải: 2.077 lb (942 kg)
- Động cơ: 1 × Hispano-Suiza 8 V-8, 200 hp (150 kW)

 Hiệu suất bay 
- Vận tốc cực đại: 138 mph (222 km/h)
- Thời gian bay: 2 giờ 15 phút
- Trần bay: 22.000 ft (6.700 m)
- Vận tốc lên cao: 1.120 ft/phút (5,7 m/s)

Trang bị vũ khí

- 2 × Súng máy Lewis.303